# Menes d'Esparta
Menes (en llatí Menas, en grec antic Μηνᾶς) fou un polític espartà.
Va ser un dels encarregats de signar la ratificació de la treva de cinquanta anys signada entre els governs d'Atenes i Esparta l'any 421 aC i també el tractat separat d'aliança que van acordar ambdós estats en el mateix any, segons diu Tucídides.